# لوري أ. كلارك
لوري أ. كلارك (بالإنجليزية: Lori A. Clarke)‏ وهي عالمة كمبيوتر أمريكية وباحثة في هندسة البرمجيات.

## حياتها
حصلت كلارك على درجة البكالوريوس في الرياضيات من جامعة روتشستر في عام 1969. كما حصلت على درجة الدكتوراه في علم الحاسوب من جامعة كولورادو في عام 1976.
ثم انضمت إلى قسم علوم الكمبيوتر في جامعة ماساتشوستس في أمهرست كأستاذة مساعدة في عام 1976. بينما تمت ترقيتها إلى أستاذة مشاركة في عام 1981 وإلى أستاذة في عام 1986. وفي عام 2011 ، أصبحت رئيسة لمدرسة علوم الكمبيوتر في 2015.
كانت عضوة في مجلس إدارة SIGSOFT من عام 1985 إلى عام 2001 ، ثم أصبحت الرئيسة من 1993 إلى 1997. وكانت عضوة في مجلس إدارة CRA في الفترة من 1999 إلى 2009. كما أنها شاركت في توسيع نطاق المشاركة في الحوسبة. وهي عضوة في مجلس CRA-W منذ عام 2001 وكانت الرئيسة المشاركة لـ CRA-W من عام 2005 إلى عام 2008.

## جوائز
في عام 1998 أصبحت زميلة في رابطة مكائن الحوسبة.
وتشمل جوائزها البارزة الأخرى ما يلي:
- زميلة في "IEEE" في عام 2011 للمساهمات في اختبار البرمجيات والتحقق منها.[5]
- جائزة ACM SIGSOFT البحثية البارزة، 2011[6]
- جائزة خدمة ACM SIGSOFT المتميزة، 2002[7]

## وصلات خارجية
- University of Massachusetts Amherst: Lori A. Clarke, Department of Computer Science